# Gottfried Wilhelm Leibniz
Gottfried Wilhelm Leibniz (tyska: [ˈɡɔtfʁiːt ˈvɪlhɛlm ˈlaɪbnɪts]), född 1 juli 1646 i Leipzig, död 14 november 1716 i Hannover, var en tysk matematiker och filosof. Han lade grunden till infinitesimalkalkylen – samtidigt som, men oberoende av, Isaac Newton. Hans far var jurist och professor i moralfilosofi.

## Biografi
Leibniz blev student vid Leipzigs universitet 1661 och studerade där framför allt juridik och filosofi och utgav 1663 sin första avhandling, De principio individui. Vid 18 års ålder blev han magister genom ett rättsfilosofiskt arbete, och vid 20 års ålder blev han juris doktor vid Altdorfs universitet, efter en glänsande disputation över "invecklade rättsfall".
En erbjuden professur försmådde han, då han ännu inte ville binda sig vid någon bestämd levnadsbana. Han använde i stället de följande åren till vetenskapliga studier och litterära arbeten, och skaffade sig också tillfälle till umgänge med framstående vetenskapsmän och statsmän. Bland annat studerade han filosofi för Jakob Thomasius och matematik i Jena för Erhard Weigel.
Av största betydelse för hans framtid blev bekantskapen med baron J. Ch. von Boineburg, genom vilkens bemedling han 1670 blev utnämnd till ledamot av Högsta domstolen (Ober-revisions-collegium) i kurfurstendömet Mainz och som också, 1672, skaffade honom tillfälle att göra en resa till Paris, där hans vistelse räckte i mer än fyra år, endast avbruten av ett kortare besök i London.
I Paris gjorde Leibniz bekantskap med flertalet av den tidens mest framstående fransmän bland andra Nicolas Malebranche och Christiaan Huygens, under sitt besök i London träffade han Isaac Newton. Han fick erbjudande att bli Franska vetenskapsakademins "pensionär" (pensionnaire), men avböjde detta eftersom det krävde att han övergick till den katolska läran. Han fick i stället 1674 en pension av hertigen av Braunschweig-Lüneburg och kallades av denne 1676 till bibliotekarie vid biblioteket i Hannover. Härmed följde uppdraget att skriva det hertigliga husets historia. Leibniz blev senare hertigligt hovråd och medlem av kansliet, gjorde 1687-90 en vetenskaplig resa genom Tyskland och Italien för historiska källforskningar och fick 1691 under sin uppsikt också biblioteket i Wolfenbüttel. Som furstehusets förtrogne användes han till enskilda diplomatiska uppdrag, kom därigenom i kontakt med en mängd potentater och högt uppsatta män, fick adlig och friherrlig värdighet (1709) och upphöjdes till rikshovråd 1712.

Genom sin lärjunge prinsessan Sofia Charlottas giftermål med Fredrik I av Brandenburg-Preussen kom Leibniz i förbindelse med hovet i Berlin och flyttade 1700 över dit. Vid hans beskyddarinnas död blev Leibniz ställning osäker i Berlin, och han lämnade denna stad 1711. Två år levde han i Wien, där han för prins Eugen utarbetade en framställning av sin monadlära, Monadologi, ett koncept som förekommer i boken Essais de Teodicée från år 1710, där Monader är "de grundläggande andliga byggstenarna", identiska med andliga atomer, till sin art eviga, odelbara, styrda av egna lagar utan att interagera med omvärlden men ändå förenade med resten av universum. I sin La Monadologie (skriven år 1714 men utgiven först efter hans död år 1728) utvecklar han tanken ytterligare. Inspirationen till monadläran kan ha kommit från hans medlemskap i Rosencreuzarna, som i sin tur var inspirerade av såväl pythagoréerna som gnostikerna. (Se teodicéproblemet, panglossianism.)
Sina sista år, 1714–1716, tillbringade han åter i Hannover, men han stod i ett mindre angenämt förhållande till dåvarande kurfursten av Hannover, kung Georg I av England.

## Verk
Leibniz var en man med universell bildning och mångsidiga intressen. Vid sidan av sina vetenskapliga sysselsättningar ägnade han uppmärksamhet också åt flera av tidens politiska, religiösa och praktisk-litterära frågor. Han försökte till exempel förmå Ludvig XIV att göra ett erövringståg till Egypten, varigenom Frankrikes inblandning i Tysklands angelägenheter skulle förekommas. Han biträdde också Peter den store med goda råd om införande av civilisation i Ryssland. Länge arbetade han på en förening mellan katoliker och protestanter och, sedan alla försök i denna väg visat sig fruktlösa, på en liknande förening mellan lutheraner och reformerta. I förening med Mencke grundlade han 1682 den kända tidskriften Acta eruditorum, och på hans initiativ grundades år 1700 Vetenskapsakademin i Berlin. Han blev också dess förste president. Han var också först att föreslå inrättandet av en vetenskapsakademi i Sankt Petersburg, vilket dock skedde först efter hans död.
Som vetenskapsman har Leibniz behandlat en mängd olika ämnen. Han arbetade med etymologi och arkeologi, med matematik, kemi och fysik, med geologi och praktisk mekanik. Också inom skönlitteraturen uppträdde han som författare av åtskilliga skaldestycken på latin, tyska och franska. För övrigt berörde han i sin omfattande brevväxling de mest olikartade frågor. Denna mångsidighet var utan tvivel lika mycket en orsak till som en följd av hans i flera årtionden fortsatta försök att skapa en universalvetenskap, där alla de speciella vetenskaperna väsentligen skulle reduceras till ett slags kalkyl (characteristica universalis) med ett begränsat antal enkla begrepp. Denna universalvetenskap blev dock inte realiserad i särskilt hög grad. Däremot har han bidragit starkt till vetenskapens framsteg inom tre specifika områden, nämligen filosofin, matematiken och historien.

### Filosofi
Sina filosofiska åsikter har Leibniz själv inte utvecklat utförligt eller i systematisk ordning. På detta område, liksom på flera andra, älskade han att uppträda förmedlande och försonande mellan olika åsikter, särskilt mellan den gamla teologiska och den nya naturvetenskapliga kosmologin.
Det teologiska lärosystemet ville förklara företeelserna som av Gud på förhand bestämda för ett visst ändamål, medan fysikens snabba utveckling (särskilt genom Galileis och Descartes upptäckter) framkallade en strävan att förklara allt som beroende av rent mekaniska orsaker. Grundtanken i Leibniz system är att den teologiska och den mekaniska kosmologin inte nödvändigtvis utesluter varandra, utan mycket väl kan förenas, så att de ömsesidigt kompletterar varandra. Denna grundtanke har fått sitt uttryck i läran om harmonia praestabilita och den därmed nära sammanhängande monadläran.
Enligt denna monadlära, som han delvis lånade från Anne Conway, består den sanna verkligheten av ett obegränsat antal "monader", det vill säga enkla, ursprungliga och fullt individuella substanser (objekt), vilkas egentliga väsen är kraft, särskilt perceptionskraft, således ett slags förnimmande metafysiska kraftcentra. Varje monad avspeglar i sig hela universum, men på sitt särskilda sätt, beroende på den större eller mindre aktiviteten eller tydligheten i uppfattningsförmågan. Däremot kan den ena monaden inte på något sätt inverka på den andra eller, som Leibniz bildligt uttryckte det: "Monaderna har inga fönster". Den högsta monaden, Gud, är fullt aktiv och fullt tydligt förnimmande. Alla övriga monader har, eftersom de inte är fullständigt aktiva, en viss grad av passivitet, vilken gör deras perception otydlig och särskilt låter monaderna framstå som ägande utsträckning eller materia.
Varje sammansatt organism består av ett antal monader med en centralmonad, vilken hos människan kallas själ. Själen är visserligen en monad av högre ordning, men kan, som nämnts, inte inverka på de monader, som bildar kroppen. Mellan dem består en av Gud på förhand fastställd överensstämmelse, en så kallad harmonia praestabilita, vilken gör, att varje inverkan på kroppen motsvaras av en viss förnimmelse hos själen och varje viljeyttring hos själen av en bestämd rörelse hos kroppens organ. Själ och kropp förhåller sig alltså i sin verksamhet på samma sätt som två ur (klockor), vilka ursprungligen blivit ställda lika och vilkas visare därför rör sig fullt likformigt, även om inget av uren kan sägas på något sätt inverka på det andra. Den så kallade ockasionalismen, enligt vilken Gud i varje ögonblick skulle bringa överensstämmelse till stånd mellan själens och kroppens aktiviteter, bekämpades av Leibniz på det bestämdaste eftersom han ansåg att den var ovetenskaplig.
Leibniz tillämpade också principen harmonia praestabilita på förhållandet mellan naturen och nådens rike och ledde honom till bevis för det ondas förenlighet med en allgod och allvis försyn (teodicéproblemet) vilken samtida skeptiker förnekade. Det metafysiskt onda är nämligen enligt Leibniz en nödvändig följd av flera monaders tillvaro, eftersom endast en enda monad kan vara fullkomlig. Det moraliskt onda och det fysiskt onda är i sin tur följder av det metafysiskt onda, och åtminstone det moraliskt onda beror till sin verklighet huvudsakligen på människans vilja. Slutsatsen blir därför, att världen är den bästa av alla tänkbara världar (Se Candide). Leibniz ansåg inte att det finns någon fri vilja eftersom människan i varje fall vore bestämd av perceptionen av det goda, vilket visserligen i ett särskilt fall kunde vara ett totalt eller ett partiellt gott; väljer viljan det partiellt goda, blir hon därigenom ond. För övrigt ägnade Leibniz föga uppmärksamhet åt rent etiska frågor.
I kunskapsteoretiskt hänseende indelade Leibniz perceptionerna i sensationer, varseblivningar och begrepp, och antog som högsta princip för erfarenhetskunskapen den så kallade principium rationis determinantis, det vill säga att varje företeelse förutsätter en annan som sin orsak, och för begreppskunskapen principium contradictionis, det vill säga att inget begrepp kan strida mot sig självt. Mot Lockes teori om medvetandet som en "tabula rasa" försvarade han tillvaron av medfödda idéer, vilka visserligen kunde förbli omärkbara i särskilda fall och aldrig bringas till aktualitet för medvetandet, såvida inte en lämplig erfarenhet vore för handen.
På den allmänna bildningen under 1700-talet utövade Leibniz genom sina filosofiska läror stort inflytande, särskilt genom sina försök att förena trossatserna med förnuftets krav. Också i rent filosofiskt hänseende var han av epokgörande betydelse, dock mera genom mångsidigheten i fråga om de perspektiv ur vilka han betraktade de filosofiska problemen, än genom en strängt och konsekvent genomförd systembyggnad.
I rent formellt hänseende lider nämligen Leibniz filosofi av väsentliga brister, dels genom det ofta återkommande bildliga uttryckssättet, dels genom införande av rumsanalogier i sådana fall, där efter Leibniz egen förklaring, rumsåskådningen, upphör att vara tillämplig, vilket ofta gör att den skenbara klarheten vid närmare undersökning visar sig vara illusorisk, och läsaren lämnas i okunnighet om hans innersta tankegång. Därför var det viktigt för den leibnizska filosofins utbredning att den systematiserades. De tidiga försöken att göra detta innebar samtidigt ett betydande mått av förvanskning. Grundtankarna i Leibniz system har därför blivit mindre fruktbärande för 1700-talets filosofi, än annars varit möjligt. Den dualism i uppfattningen om förhållandet mellan själ och kropp, vilken Leibniz försökte undvika, uppträdde hos hans närmaste efterträdare nästan lika skarpt som hos hans föregångare Descartes.

### Matematik
Även inom matematikens historia intar Leibniz en av de allra främsta platserna. Först under vistelsen i Paris började han sina studier i den högre matematiken, och han sysselsatte sig då framför allt med teorin om serier, kroklinjers kvadratur och det så kallade omvända tangentproblemet. Genom dessa forskningar leddes han 1675–76 till upptäckten av differentialkalkylen och fann de enklaste formlerna för derivering och integration. Han utformade då en notation (Leibniz notation) som fortfarande används:
| Derivata: | {\displaystyle {\frac {d}{dx}}F(x)}   |
| Integral: | {\displaystyle \int _{a}^{b}{f(x)dx}} |

År 1676 fick Leibniz kännedom om Newtons och Huddes metoder att lösa samma problem och fulländade med ledning av dessa sin egen metod ytterligare och tillämpade den med framgång på lösningen av åtskilliga svårare frågor. Särskilda omständigheter föranledde honom dock att först 1684 offentliggöra sin metod genom en kort uppsats, Nova methodus pro maximis et minimis itemque tangentibus (i Acta eruditorum). Sedermera fick han flera gånger tillfälle att visa den nya kalkylens överlägsenhet över de gamla metoderna genom lösning av en mängd problem, till exempel rörande den isokrona och brakistokrona kurvan (cykloiden) och kedjelinjen, vilka på det gamla sättet antingen alls inte eller också endast med yttersta svårighet kunde lösas. Också på själva analysens utveckling i flera riktningar arbetade han fortfarande. Särskilt tillhör honom metoden för parametrars variation, lösning av envelop-problem, sönderdelning av bråk i partialbråk med nämnare av första graden och integration av den så kallade bernoulliska differentialekvationen.
Leibniz sysselsatte sig också med ett stort antal andra matematiska frågor, till exempel seriesummering och binär aritmetik (jfr Dyadik). I hans skrifter träffas också uppslag till teorier, som först i våra dagar gjorts till föremål för utförlig behandling, till exempel determinantteorin och den så kallade "calculus situs".

### Övrigt
Också åt mekaniska problem ägnade Leibniz uppmärksamhet. Bland annat införde han, i opposition mot René Descartes, ett nytt uttryck för kraft, formeln för den så kallade levande kraften, och försökte lösa det svåra problemet rörande resisterande mediers motstånd.
Som historieskrivare hade Leibniz inte samma epokgörande inflytande, som han hade genom sina filosofiska och matematiska arbeten. Vad han själv offentliggjorde var till stor del urkundsamlingar som Codex juris gentium diplomaticus (1693–1700), Accessiones historicæ (1698) och Scriptores rerum brunsvicensium illustrationi inservientes (1701–11). Hans stora verk Annales imperii occidentalis brunsvicensis förblev ofullständigt och gavs ut först 1843–1846 av Georg Heinrich Pertz. Av Leibnizs skrifter utgavs under hans livstid bara ett mindre antal för sig själva. De flesta var införda i olika tidskrifter eller lärda samfunds handlingar. Leibniz efterlämnade även ett större antal handskrifter.

## Eftermäle
Nedslagskratern Leibnitz på månen och asteroiden 5149 Leibniz är uppkallade efter honom.